# SV Roxheim
Der SV 1914 Roxheim war ein Sportverein mit Sitz im Ortsteil Roxheim der Ortsgemeinde Bobenheim-Roxheim im Rhein-Pfalz-Kreis in Rheinland-Pfalz.

## Geschichte
Der Verein wurde am 25. April 1914 kurz vor Ausbruch des Ersten Weltkriegs gegründet. Womit eine wirkliche Aktivität erst in den 20er Jahren begann. Nach dem Zweiten Weltkrieg ging es für den Verein dann bergauf und zumindest in der Saison 1947/48 spielte der Verein in der Landesliga Vorderpfalz. Nach dieser Saison stieg der Verein aber bedingt durch den 14. und damit letzten Platz ab. In den 70er Jahren, sollte es eine weitere Blütezeit für den Verein geben. Aus den Fußballspielern dieser Zeit kommt auch der spätere 1.-FC-Kaiserslautern-Spieler Karl Wanger, welcher am Ende seiner Laufbahn auch noch Spielertrainer bei Roxheim wurde. Ebenfalls in diesem Zeitraum entstand auch die Tennis-Abteilung des Vereins.
Im Jahr 1994 fusionierte 14 Roxheim zusammen mit der Sportgesellschaft Bobenheim 1908 und der Spielvereinigung DJK Roxheim 1927 zum neuen Verein Sportclub Bobenheim-Roxheim. Die Tennisabteilung von Roxheim blieb dabei unabhängig und wurde mit dem SV Roxheim 1914 Tennis eigenständig.

## Bekannte ehemalige Sportler
- Karl Wanger